# Zenerjeva nagrada
Zenerjeva nagrada (angleško Zener Prize), prvotno podeljena 1965 (poznana tudi kot Zenerjeva Zlata medalja), je mednarodna nagrada, ki se podeljuje ob prelomnih znanstvenih odkritjih na področju fizike in znanosti o materialih, s poudarkom na aplikacijah v mehanski spektroskopiji in notranjem trenju. Zenerjeva nagrada je bila ustanovljena v čast pionirskemu delu ameriškega fizika Clarenca Melvina Zenerja, † 18. julija 1993. Zenerjeva nagrada, ki velja za eno najprestižnejših na področju znanosti o materialih, se lahko podeli za izjemne prispevke na področjih ved o materialih in fiziki skozi celotno življenjsko delo. Nagrada se podeljuje na Mednarodni konferenci o notranjem trenju in mehanski spektroskopiji (ICIFMS), ki se odvija enkrat na vsaka tri leta.   V obdobju med letoma 1965 in 2022 je bila nagrada podeljena 24 posameznikom. 

## Zgodovina
Nagrada, predhodno imenovana ICIFUAS nagrada (1965-1989) je bila podeljena trem prejemnikom: Wernerju O. Kosterju v 1965, Warenu P. Masonu v 1969 in Clarencu M. Zenerju leta 1985. Leta 1989 je bila Zlata medalja ustanovljena s strani Kitajske akademije za znanost in je bila vpeta v 23-karatno zlato. Kmalu po Zenerjevi smrti (2.7.1993) je odbor na Rimski konferenci leta 1993 predlagal, da se nagrada preimenuje v Zenerjevo nagrado, v čast njegovemu pionirskemu delu na področju anelastičnosti.
Kalup medalje je bil izdelan v Buenos Airesu v Argentini leta 1999. Po letu 1999 vsak nagrajenec Zenerjeve nagrade prejme Zenerjevo zlato medaljo in diplomo. Medalja je vpeta v 20 karatno zlato, z desnim profilom Claerenca Zenerja na sprednji desni strani.  Medaljo financira Zenerjev odbor.

## Nominacije in izbori
Člani častnega in mednarodnega znanstvenega odbora ICIFMS lahko predlagajo nominacijo za nagrado Zener. Predsednik Zenerjevega odbora razglasi zmagovalca Zenerjeve nagrade, ki ga je na tajnem glasovanju izvolilo štirideset vodilnih fizikov. Zenerjeva nagrada se ne podeljuje posmrtno.

## Seznam dobitnikov
| Leto | Nagrajenec/Nagrajenka  | Država                     |
| ---- | ---------------------- | -------------------------- |
| 1965 | Werner Köster          | Zvezna republika Nemčija   |
| 1969 | Warren Perry Mason     | ZDA                        |
| 1985 | Clarence Melvin Zener  | ZDA                        |
| 1989 | Ting-sui Kê            | Ljudska republika Kitajska |
| 1989 | Arthur Stanley Nowick  | ZDA                        |
| 1993 | Piero Giorgio Bordoni  | Italija                    |
| 1993 | Kurt Lücke             | Nemčija                    |
| 1993 | Alfred Seeger          | Nemčija                    |
| 1993 | Charles Allen Wert     | ZDA                        |
| 1996 | Andrew Vincent Granato | ZDA                        |
| 1999 | Gunther Schoeck        | Avstrija                   |
| 2002 | Willy Benoit           | Švica                      |
| 2002 | Masahiro Koiwa         | Japonska                   |
| 2005 | Rosario Cantelli       | Italija                    |
| 2005 | Manfred Weller         | Nemčija                    |
| 2008 | Daniel Newson Beshers  | ZDA                        |
| 2008 | Gaetano Cannelli       | Italija                    |
| 2008 | Gilbert Fantozzi       | Francija                   |
| 2011 | Gérard Gremaud         | Švica                      |
| 2011 | Fabio Massimo Mazzolai | Italija                    |
| 2014 | Qing-Ping Kong         | Ljudska republika Kitajska |
| 2014 | Robert Schaller        | Švica                      |
| 2017 | Leszek Bogumił Magalas | Poljska                    |
| 2022 | Jose M. San Juan       | Španija                    |

## Narodnost dobitnikov
Pripombaː država se šteje le enkrat, tudi če je v danem letu več prejemnikov iz nje.
| 6  | ZDA                        |
| 4  | Nemčija                    |
| 4  | Italija                    |
| 3  | Švica                      |
| 2  | Ljudska republika Kitajska |
| 1  | Avstrija                   |
| 1  | Francija                   |
| 1  | Japonska                   |
| 1  | Poljska                    |
| 1  | Španija                    |
| 24 | Skupaj                     |